# 寶輝秋紅谷
24°09′56″N 120°38′20″E / 24.165599°N 120.638912°E
寶輝秋紅谷為位於臺中市西屯區的摩天大樓，功能係住宅大樓，由寶輝建設興建，樓高160.98米，共地上41層、地下6層。為台中市第十高樓，僅次於台中之鑽、聯聚中雍大廈、世華國際大樓、聯聚瑞和大廈、豐邑A8市政核心、豐邑市政都心廣場、NTC國家商貿中心、富宇東方之冠、大陸寶格。 現為台中豪宅王頂樓40樓每坪實價登錄97萬。